# Domingos da Costa
Domingos da Costa († 1722) führte als Capitão-Mor die Topasse auf den Kleinen Sundainseln und ersetzte den Gouverneur der dortigen portugiesischen Besitzungen von 1715 bis 1718.

## Leben
Domingos da Costas Familie konkurrierte mit der Familie der Hornay um die Herrschaft innerhalb der portugiesisch-südostasiatischen Mischbevölkerung der Topasse. Die Rivalität zwischen den beiden Clans versuchten die Portugiesen zu nutzen. Der portugiesische Vizekönig in Goa sandte sowohl an António da Hornay als auch an Mateus da Costa den gleichen Brief, in dem er sie jeweils zu seinem Repräsentanten und Capitão-Mor erklärte, sofern derjenige die Macht innehabe. Diese lag zu jenem Zeitpunkt bei António, Mateus akzeptierte dies aber nicht und berief sich dabei auf eine frühere Ernennung.
Mateus da Costa unterwarf zwischen 1668 und 1670 für Portugal mehrere Königreiche der Tetum im Küstengebiet Belus und konnte zwischen 1671 und 1673 den Titel des Capitão-Mor beanspruchen. Doch als Mateus 1973 starb, übernahm ihn wieder António da Hornay und regierte de facto als Fürst über Larantuka, Solor und Teile Timors. Als António da Hornay 1693 starb, folgte ihm ein Jahr später sein Bruder Francisco da Hornay. Er beendete die Fehde mit den Costas durch die Heirat einer Tochter von Domingos da Costa, dem Sohn von Mateus. 1695 wurde António de Mesquita Pimentel (1696 bis 1697) zum ersten Gouverneur von Solor und Timor ernannt. Doch er zog schnell den Zorn der Einheimischen auf sich. Er plünderte sie schamlos aus und ermordete zwei Kinder von Francisco da Hornay. 1697 wurde Domingos da Costa der neue Capitão-Mor und legte noch im selben Jahr Pimentel in Ketten und ließ ihn nach Goa zurückschicken. Pimentels Nachfolger André Coelho Vieira wurde von Domingos da Costa 1698 bereits in Larantuka gefangen genommen und nach Macau zurückgeschickt.
Domingos da Costa sah sich aber weiterhin von Rivalen bedroht. Als das westtimoresische Reich Amanuban sich 1702 auf Seiten der Portugiesen gegen die Topasse stellte, wurde es von Domingos da Costa zerstört. António Coelho Guerreiro (1702 bis 1705) konnte sich mit Unterstützung von Bischof Manuel de Santo António in der Kolonialhauptstadt Lifau als neuer von Goa entsandter Gouverneur etablieren, auch wenn die Costas ihn praktisch ständig belagerten. Unterstützt wurde der Gouverneur von Lourenço Lopes, dem Schwager von Domingos. Lopes wurde zwischen 1705 und 1706 selbst Gouverneur. Schließlich gelang es Manuel de Santo António, dass Domingos da Costa den neuen portugiesischen Gouverneur Jácome de Morais Sarmento (1708 bis 1709) anerkannte. Doch dann ließ Morais Sarmento 1708 Mateus da Costa, den Liurai von Viqueque, gegen jedes Recht festnehmen und erniedrigte ihn. Domingos da Costa belagerte daraufhin Lifau. Manuel de Santo António rettete die Situation, indem er in das Lager von Domingos da Costa ging und den Topasse-Herrscher überredete sich doch wieder unter die portugiesische Krone zu stellen. Der nachfolgende Gouverneur Manuel de Souto-Maior (1709 bis 1714) rehabilitierte Dom Mateus.
Als eine Rebellion von Amakono scheiterte und deren Anführer mit Tausenden Anhängern Zuflucht bei den Alliierten der Niederländer um Kupang suchten, verwüstete Domingos da Costa die Region. Demonstrativ lagerte er sogar in der Reichweite der Kanonen des niederländischen Forts Concordia, um dessen Schwäche zu offenbaren.
1714 konnte einer von Domingos Rivalen, Manuel Ferreira de Almeida, zum zweiten Mal die Verwaltung der portugiesischen Besitzungen an sich reißen. Doch Domingos da Costa setzte sich ein Jahr später nach dessen Tod als amtsführender Gouverneur durch, bis der neue Gouverneur aus Portugal Francisco de Melo e Castro (1718 bis 1719) eintraf. Als Melo e Castro aufgrund der Cailaco-Rebellion fliehen musste, übernahm Bischof Manuel de Santo António die Amtsgeschäfte.
Domingos da Costa starb 1722 als erbitterter Feind des Bischofs. Schnell machten Gerüchte die Runde, ein Kreuz habe im Hals von Domingos gesteckt. Angeblich konnte seine Witwe die Schreie der gefolterten Seelen in der Hölle hören, während sie an seinem Sarg trauerte. Bischof Manuel de Santo António wurde bald darauf vom neuen Gouverneur António de Albuquerque Coelho von Timor verbannt.
Möglicherweise war der spätere Capitão-Mor Gaspar da Costa der Sohn von Domingos da Costa.